# 村田勝喜
村田 勝喜（むらた かつよし、1969年9月18日 - ）は、石川県金沢市出身の元プロ野球選手（投手）。右投右打。

## 経歴
星稜高校では1年から登板し夏の県大会準優勝、秋は県大会優勝で北信越大会はベスト4。2年春も県大会優勝で北信越大会に進むが後にプロでも同僚となる高岡第一高の田畑一也と投げ合って敗退。3年夏は県大会決勝で1失点完投するも敗れた。1987年のドラフト6位で南海ホークスに入団。
1988年終盤に頭角を現し、将来性の高い二枚目の速球投手として注目された。南海ホークスとして最後の試合となった10月20日（いわゆる「10.19」の翌日）の川崎球場での対ロッテオリオンズ戦にも2番手の投手として登板している（その結果、南海ホークス最後の敗戦投手となった）。
1989年に7勝を挙げ、この年絶不調だった南海時代のエース山内孝徳に代わる新エースとして一躍有名になった。
1990年はさらに期待されて背番号15に変更、開幕後に山内和宏が移籍してシーズン中にエースナンバー18を引き継ぐと前年と同じく7勝。
1991年、権藤博が投手コーチに就任すると初の開幕投手、エースとなってオールスターゲームで先発も務めた。チーム最多の13勝を挙げる。
1992年から2年は10勝、いずれも開幕投手を務めた。
1993年オフ、世紀の大型トレードと言われた、秋山幸二・渡辺智男・内山智之3選手との交換トレードで、佐々木誠・橋本武広両選手と共に西武ライオンズに移籍した。ダイエー時代はバックが弱く、好投してもなかなか勝てないことが多かったため、黄金時代の西武に移籍し名実と共にリーグを代表する投手になると思われたが、全くの不振（登板中にぎっくり腰になるなど）で、2年間で4勝しか挙げられなかった。当時について村田は「柄にもなく、細かいコントロールを狙って、小手先の投球になっていた」と振りかえった。
1995年10月11日、清水雅治・前原博之2選手との交換トレードで、山野和明と共に中日ドラゴンズに移籍することが発表された。年俸は6,500万円（推定）。入団直後、村田の背番号は32、山野の背番号は50と発表されたが、これは当時、中日が武田一浩（日本ハムファイターズ）や前田幸長（千葉ロッテマリーンズ）の獲得に向けて交渉中であったことから、彼らの動向を見て背番号を決める必要があるため、暫定的に割り当てられたもので、同年12月28日、村田の背番号は西武時代と同じ21となることが発表された。当時の監督である星野仙一から「（この年トレードで獲得した）村田と前田で20勝は計算できる」と評されたが、結局1勝のみに終わり（前田は7勝）、4月28日に登録抹消されてからは一軍のマウンドに戻ることはなかった。契約更改では5800万円（推定）にダウン。同年シーズン終了間際には、ハワイ・ウィンターリーグへ武者修行に出るなど心機一転を図った。
1997年も2勝のみに終わり、同年11月4日には球団納会で「野球をすることに疲れた」と現役引退の意向を申し入れ、翌5日に任意引退が決まった。本人は中日時代の2年間は体調が万全でなく、思うような球が投げられなかったと語っており、星野も村田は素晴らしい球を持ってはいたが、腰の故障などから力を発揮できなかったと評している。引退後は会社経営の傍ら、地元・北陸に本拠地を置く福祉関係NPOの役員として活動。
西武移籍後の不振は、ダイエー時代自由にのびのびとやっていたものが西武で急に管理され、それが水に合わなかったとも言われている。監督が東尾修に交代した後は、ダイエー時代のようにのびのびやらせたが、それでも調子が戻らなかった。また、ストレート・スライダー・カーブが持ち球であったが、そこにフォークを覚えてしまったことでそれまでの持ち球のキレ・コントロールが悪くなってしまったことも影響していると言われている。

## 詳細情報

### 年度別投手成績
| 年 度      | 球 団         | 登 板 | 先 発 | 完 投 | 完 封 | 無 四 球 | 勝 利 | 敗 戦 | セ 丨 ブ | ホ 丨 ル ド | 勝 率 | 打 者 | 投 球 回 | 被 安 打 | 被 本 塁 打 | 与 四 球 | 敬 遠 | 与 死 球 | 奪 三 振 | 暴 投 | ボ 丨 ク | 失 点 | 自 責 点 | 防 御 率 | W H I P |
| ---------- | ------------- | ----- | ----- | ----- | ----- | -------- | ----- | ----- | -------- | ----------- | ----- | ----- | -------- | -------- | ----------- | -------- | ----- | -------- | -------- | ----- | -------- | ----- | -------- | -------- | ------- |
| 1988       | 南海 ダイエー | 7     | 1     | 0     | 0     | 0        | 0     | 1     | 0        | --          | .000  | 72    | 16.0     | 20       | 2           | 6        | 0     | 0        | 10       | 1     | 0        | 10    | 6        | 3.38     | 1.63    |
| 1989       | 南海 ダイエー | 25    | 21    | 4     | 1     | 0        | 7     | 8     | 0        | --          | .467  | 593   | 130.0    | 117      | 15          | 88       | 4     | 6        | 107      | 2     | 0        | 72    | 57       | 3.95     | 1.58    |
| 1990       | 南海 ダイエー | 27    | 26    | 9     | 1     | 0        | 7     | 15    | 0        | --          | .318  | 789   | 175.2    | 179      | 29          | 92       | 5     | 6        | 143      | 4     | 0        | 117   | 113      | 5.79     | 1.54    |
| 1991       | 南海 ダイエー | 23    | 23    | 15    | 1     | 0        | 13    | 9     | 0        | --          | .591  | 790   | 188.0    | 166      | 17          | 70       | 0     | 7        | 155      | 3     | 1        | 81    | 74       | 3.54     | 1.26    |
| 1992       | 南海 ダイエー | 25    | 23    | 12    | 1     | 0        | 10    | 9     | 0        | --          | .526  | 775   | 181.2    | 162      | 18          | 76       | 1     | 4        | 123      | 5     | 0        | 79    | 74       | 3.67     | 1.31    |
| 1993       | 南海 ダイエー | 25    | 25    | 14    | 1     | 1        | 10    | 12    | 0        | --          | .455  | 817   | 196.1    | 171      | 10          | 81       | 4     | 5        | 127      | 3     | 0        | 74    | 70       | 3.21     | 1.28    |
| 1994       | 西武          | 25    | 20    | 3     | 1     | 0        | 4     | 5     | 0        | --          | .444  | 476   | 101.1    | 104      | 9           | 69       | 1     | 4        | 82       | 3     | 0        | 60    | 51       | 4.53     | 1.71    |
| 1995       | 西武          | 9     | 2     | 0     | 0     | 0        | 0     | 0     | 0        | --          | ----  | 79    | 17.2     | 14       | 1           | 12       | 0     | 2        | 12       | 1     | 0        | 12    | 12       | 6.11     | 1.47    |
| 1996       | 中日          | 4     | 3     | 0     | 0     | 0        | 1     | 3     | 0        | --          | .250  | 61    | 12.2     | 15       | 4           | 6        | 0     | 1        | 14       | 0     | 0        | 14    | 14       | 9.95     | 1.66    |
| 1997       | 中日          | 11    | 6     | 0     | 0     | 0        | 2     | 3     | 0        | --          | .400  | 167   | 34.0     | 42       | 7           | 24       | 0     | 2        | 21       | 0     | 0        | 24    | 24       | 6.35     | 1.94    |
| 通算：10年 | 通算：10年    | 181   | 150   | 57    | 6     | 1        | 54    | 65    | 0        | --          | .454  | 4619  | 1053.1   | 990      | 112         | 524      | 15    | 37       | 794      | 22    | 1        | 543   | 495      | 4.23     | 1.44    |

- 各年度の太字はリーグ最高
- 南海（南海ホークス）は、1989年にダイエー（福岡ダイエーホークス）に球団名を変更

### 表彰
- 月間MVP：2回（1991年6月、1993年5月）

### 記録
初記録
- 初登板：1988年9月20日、対近鉄バファローズ23回戦（日生球場）、8回裏に4番手で救援登板・完了、1回1失点
- 初奪三振：同上、8回裏にラルフ・ブライアントから
- 初先発：1988年10月1日、対日本ハムファイターズ25回戦（大阪スタヂアム）、5回1失点
- 初勝利・初先発勝利：1989年5月10日、対オリックス・ブレーブス5回戦（グリーンスタジアム神戸）、7回2/3を1失点
- 初完投：1989年8月20日、対近鉄バファローズ22回戦（新大分球場）、9回5失点（自責点2）で敗戦投手
- 初完投勝利・初完封勝利：1989年8月31日、対西武ライオンズ22回戦（西武ライオンズ球場）

節目の記録
- 1000投球回：1995年8月3日、対近鉄バファローズ17回戦（藤井寺球場）、1回裏2死目に達成　※史上262人目

その他の記録
- オールスターゲーム出場：2回 （1991年、1993年）

### 背番号
- 50 （1988年 - 1989年）
- 15 （1990年 - 同年途中）
- 18 （1990年途中 - 1993年）
- 21 （1994年 - 1997年）